# Eredivisie 2009-10
L'Eredivisie 2009-10 va ser l'edició número 54 edició de l'Eredivisie, la primera divisió de futbol neerlandesa. La temporada va començar el 31 de juliol de 2009 i va acabar el 02 de maig de 2010. El FC Twente guanyà el seu primer campionat, amb un punt de diferència davant de l'Ajax.

## Classificació
La classificació final del campionat després de la 34a ronda.

## Golejadors
| Pos | Jugador            | Equip   | Gols |
| --- | ------------------ | ------- | ---- |
| 1   | Luis Suárez        | Ajax    | 35   |
| 2   | Bryan Ruiz         | Twente  | 24   |
| 3   | Mads Junker        | Roda JC | 21   |
| 4   | Mounir El Hamdaoui | AZ      | 20   |
| 5   | Marko Pantelić     | Ajax    | 16   |

## Play-offs de classificació a Lliga Europa

### Semifinals
| Equip 1    | Agr. | Equip 2      | Partit 1 | Partit 2 |
| ---------- | ---- | ------------ | -------- | -------- |
| Roda JC    | 3–2  | Heracles     | 1–1      | 2–1      |
| FC Utrecht | 5–1  | FC Groningen | 3–1      | 2–0      |

### Final
| Equip 1 | Agr. | Equip 2    | Partit 1 | Partit 2 |
| ------- | ---- | ---------- | -------- | -------- |
| Roda JC | 1–6  | FC Utrecht | 0–2      | 1–4      |

El FC Utrecht classifica la segona ronda prèvia de la Lliga Europa 2010-11.

## Play-off de descens
| Equip 1         | Agr. | Equip 2          | Partit 1 | Partit 2 |
| --------------- | ---- | ---------------- | -------- | -------- |
| Go Ahead Eagles | 1–3  | Willem II        | 2–0      | 1–2      |
| Excelsior       | 1–1  | Sparta Rotterdam | 0–0      | 1–1      |

Willem II continua a l'Eredivisie, mentre que Sparta Rotterdam va ser relegat i va disputar l'Eerste Divisie.